# Suła (sielsowiet Szaszki)
Suła (biał. Сула, Suła; ros. Сула, Suła) – wieś na Białorusi, w obwodzie mińskim, w rejonie stołpeckim, w sielsowiecie Szaszki, nad Sułą i przy drodze republikańskiej R54.

## Historia
W dwudziestoleciu międzywojennym wieś i folwark leżące w Polsce, w województwie nowogródzkim, w powiecie stołpeckim, do 1 kwietnia 1927 w gminie Zasule, następnie w gminie Stołpce. W 1921 wieś liczyła 41 mieszkańców, zamieszkałych w 7 budynkach, wyłącznie Białorusinów. 40 mieszkańców było wyznania prawosławnego i 1 rzymskokatolickiego. Folwark liczył zaś 9 mieszkańców, zamieszkałych w 1 budynku, wyłącznie Polaków wyznania rzymskokatolickiego.
Po II wojnie światowej w granicach Związku Sowieckiego. Od 1991 w niepodległej Białorusi.